# Mike Pondsmith
Mike Pondsmith, właśc. Michael Alyn Pondsmith (ur. 14 kwietnia 1954) – amerykański projektant gier fabularnych, planszowych i komputerowych. Najbardziej znany ze swojego dorobku w ramach wydawnictwa R. Talsorian Games, gdzie od datowanych na 1982 r. początków firmy opracował większość jej linii produktowych. Pondsmith współtworzył takie linie gier fabularnych jak Mekton (1984), Cyberpunk (1988) i Castle Falkenstein (1994). Pracował także nad produktami dla TSR, w tym przy podręcznikach do Zapomnianych Krain i Krain Wschodu dla Dungeons & Dragons. Pracował również na różnych stanowiskach w przemyśle gier komputerowych i jest autorem lub współautorem kilku gier planszowych. Pondsmith wykładał także projektowanie gier na DigiPen Institute of Technology.

## Wczesne lata
Pochodzący z rodziny o wojskowych korzeniach, Pondsmith podróżował po świecie wraz z US Air Force przez pierwszych 18 lat swojego życia. Ukończył University of California, Davis, gdzie zdobył licencjat z projektowania grafiki oraz licencjat z psychologii. Pondsmith wspomina, że jeszcze jako dziecko projektował gry, choć dopiero w college’u poznał papierowe gry fabularne, gdy jego przyjaciel kupił podręcznik do pierwszego wydania Dungeons & Dragons. Pondsmith miał wcześniejsze doświadczenie z morskimi grami bitewnymi i zaciekawiła go przede wszystkim mechanika wykorzystywana przez D&D. Nie był jednak podówczas miłośnikiem fantasy i świat przedstawiony nie przyciągnął jego uwagi. Jego zainteresowanie grami fabularnymi odrodziło się, gdy natrafił na podręcznik do gry RPG Traveller, którą w 1977 roku wydało Game Designers' Workshop. Niezadowolony z wykorzystanej w grze mechaniki, zmodyfikował na własne potrzeby reguły gry przemianowując jednocześnie grę z Traveller na Imperial Star. Mimo wad, Traveller został później okrzyknięty przez Pondsmitha najlepszą grą RPG w opublikowanej przez wydawnictwo Green Ronin antologii stu najlepszych gier Hobby Games: The 100 Best.

## Początki kariery zawodowej
Zanim został projektantem gier fabularnych, Pondsmith pracował w branży gier komputerowych jako grafik reklamowy. Jego pierwszą pracą po studiach było projektowanie opakowań i materiałów promocyjnych dla California Pacific Computer. W początkach swego istnienia firma trudniła się licencjonowaniem gier od japońskich producentów. Pondsmith zaangażowany był więc głównie w tworzenie identyfikacji wizualnej produktów na potrzeby zachodniego rynku. Z czasem większość jego uwagi skierowana została w stronę tworzenia projektów do nowych, oryginalnych tytułów programowanych przez Billa Budge’a oraz do pierwszych części serii Ultima, gier zaprojektowanych przez Richarda Garriotta. Wszystkie te tytuły opublikowane zostały w końcowych latach istnienia California Pacific.
Zdaniem Pondsmitha nie było zbyt wiele pracy przy projektowaniu gier komputerowych w ówczesnych latach, głównie ze względu na ograniczone możliwości technologiczne dostępnych komputerów (większość gier wydanych przez California Pacific przeznaczona była na platformę Apple II). Doświadczenie z papierowymi grami fabularnymi sprawiło jednak, że Pondsmith zainteresował się projektowaniem gier RPG tego właśnie typu. Dzięki dodatkowemu zatrudnieniu przy składaniu książek i czasopism, Pondsmith zyskał dostęp do nowoczesnych (jak na tamte czasu) komputerów wyposażonych w zaawansowane oprogramowanie DTP. Korzystając z tego dostępu stworzył grę o nazwie Mekton, skupiającą się na mechach (wielkich robotach kroczących). Zbudowana ona była o koncepcje zaczerpnięte z japońskich mang, które udało mu się zdobyć. Przez lata jego praca nad grami fabularnymi wzbudziła na tyle duże zainteresowanie, że mógł zrezygnować z projektowania grafiki i zawodowo zająć się projektowaniem gier (choć nadal projektował układ podręczników wydawanych przez R. Talsorian Games).

## Pierwsze projekty gier fabularnych
Pierwsza zaprojektowana w całości przez Mike’a Pondsmitha gra – Mekton – wydana została w 1984 roku. Pondsmith przyznał, że w znacznej mierze bazował swoją pracę na ograniczonej znajomości serii mang Mobile Suit Gundam, z japońskojęzycznymi kopiami, z którymi się zetknął. Nie rozumiejąc tekstu, we właściwy sobie sposób odtworzył dynamikę świata opierając ją wyłącznie na przekazie graficznym komiksów. Pierwsze testy gry odbyły się podczas lokalnego konwentu poświęconego grom fabularnym. Pierwsza publiczna wersja gry Mekton zbudowana była w całości wokoło mechaniki walki, bez jakichkolwiek elementów RPG. Czyniło ją to taktyczną grą wojenną, a nie kompletnym systemem RPG. Rok później przy współudziale innego projektanta gier, Mike’a Jonesa, Mekton został wydany ponownie jako pełnoprawna gra fabularna. W 1987 Pondsmith wydał Mekton II, kolejne wcielenie systemu oparte na mechanice zwanej Interlock System, którą to z drobnymi modyfikacjami wykorzystano później w grach z serii Cyberpunk. W tym samym roku R. Talsorian Games wydało koleją inspirowaną japońską mangą grę, Teenagers from Outer Space. Gra została wznowiona w 1989 roku w poważnie zmienionej formie (zmianie uległa m.in. mechanika systemu).

### Gra fabularna Cyberpunk
W 1988 roku R. Talsorian Games wydało grę Cyberpunk autorstwa Pondsmitha, grę fabularną osadzoną w mrocznej wizji przyszłości. Opowiadająca o roku 2013 i znana jako Cyberpunk 2013 gra była produktem pudełkowym, na który składały się trzy oddzielne książki napisane wspólnie przez Pondsmitha, Mike’a Bluma, Colina Fiska, Dave’a Friedlanda, Willa Mossa i Scotta Ruggelsa. Niedługo potem wydawnictwo opublikowało kilka podręczników rozszerzających świat i zasady, a następnie w 1990 roku Pondsmith wydał nowy podręcznik główny zatytułowany Cyberpunk 2020. Aktualizował on alternatywną historię świata przedstawioną w grze oraz usprawniał mechanikę (istniejące dodatki do Cyberpunka 2013 pozostawały zgodne z nową mechaniką).
Pondsmith przypisuje stworzenie Cyberpunka swojemu zainteresowaniu gatunkiem wzbudzonym głównie przez film Blade Runner z 1982 roku w reżyserii Ridleya Scotta. Motorem napędowym było odtworzenie w grze przedstawionej w filmie zaawansowanej technologii oraz mrocznego stylu typowego dla filmów noir. Cyberpunk jest najbardziej rozbudowaną linią produktów R. Talsorian Games, z 44 podręcznikami podstawowymi i pobocznymi, które składają się na ponad 4700 stron materiału. Pondsmith szacuje, że przez lata istnienia Cyberpunka z grą zaznajomiło się około 5 milionów graczy.
W 1993 roku Pondsmith rozpoczął wydawanie kolejnej linii produktów pod szyldem R. Talsorian Games, tym razem opiewającej alternatywną nić fabularną świata Cyberpunka. Linię tę zapoczątkował podręcznik zatytułowany CyberGeneration, którego drugie, poprawione wydanie pojawiło się na rynku w 1995 r. Licencję na linię CyberGeneration nabył Jonathan Lavallee, właściciel Firestorm Ink, założonej w 2003 firmy, której głównym celem było kontynuowanie linii produktów osadzonych w tym świecie.
W 1996 roku Wizards of the Coast nabyło od Pondsmitha licencję na Cyberpunka w celu stworzenia na jej bazie kolekcjonerskiej gry karcianej Netrunner. Zaprojektowana przez Richarda Garfielda gra przedstawia szereg lokacji, przedmiotów i marek znanych z kart podręcznika. W 1999 gra została okrzykniętą jedną z najbardziej niedocenianych gier tysiąclecia przez redaktorów publikowanego przez Steve Jackson Games magazynu Pyramid. Mike Pondsmith pojawia się w sekcji podziękowań gry oraz użycza wizerunku jednej z przedstawionych w grze postaci: Omni Kismet, Ph.D. (nazwa postaci jest anagramem jego nazwiska). 10 maja 2012 Fantasy Flight Games poinformowało, że wydany zostanie Android: Netrunner, nowa gra karciana oparta na Netrunnerze. Tworzona jest ona na licencji nabytej od Wizards of the Coast. Przez pewien czas dostępna była jeszcze jedna kolekcjonerska gra karciana inspirowana światem Pondsmitha – Cyberpunk CCG. Wydana została w 2003 roku przez Social Games, a zaprojektował ją Peter Wacks.
W 1989 roku West End Games wydało crossover Cyberpunka z własną grą – Paranoia. Gra nazywała się Alice Through the Mirrorshades. Zaprojektowana została przez Edwarda Bolme i była kompatybilna zarówno z Cyberpunkiem, jak i z podręcznikiem do Paranoi. Przez pewien czas na rynku dostępne były dwa niezależne magazyny poświęcone grze fabularnej Pondsmitha: Interface Magazine autorstwa Chrisa Hockabouta, który za sprawą wsparcia Pondsmitha wyewoluował z zina Cyberpunk Update, oraz brytyjski 'Punk '21.

### Castle Falkenstein
W 1994 R. Talsorian Games wydał fantastyczną grę fabularną Pondsmitha w realiach steampunkowych pt. Castle Falkenstein. Mechanika gry oparta została nie na kościach, a na kartach do gry, a sam tytuł kierowany był głównie do graczy LARP. Castle Falkenstein Mike’a Pondsmitha jest najbardziej utytułowanym z produktów R. Talsorian Games. Gra zdobyła nagrodę za najlepszą mechanikę w ramach Origins Award w 1994 oraz nagrodę za najlepszą grę fabularną w ramach Nigel D. Findley Memorial Award w 1995. W 2000 roku Castle Falkenstein został zmodyfikowany na potrzeby uniwersalnej mechaniki GURPS przez Jamesa Cambiasa i Phila Mastersa i wydany przez Steve Jackson Games. W 2012 roku Copernicus Corporation wydało polską edycję gry zatytułowaną Zamek Falkenstein.

### Twórczość poza R. Talsorian Games
Przez niedługi czas Pondsmith związany był z TSR, gdzie pracował nad Buck Rogers XXVc, RPG science-fiction, a także dwoma dodatkami do Dungeons & Dragons – Kara-Tur: The Eastern Realms dla linii Krain Wschodu (1988) oraz Hall of Heroes dla Zapomnianych Krain (1989). Pondsmith pracował także krótko dla West End Games nad materiałami dla linii Star Wars Roleplaying z 1987 roku.

## Przerwa wydawnicza R. Talsorian Games i praca przy grach komputerowych
W roku 2000 Mike Pondsmith odsunął się od projektowania papierowych gier fabularnych i zajął się ponownie pracą w przemyśle gier komputerowych. Między 2000 a 2004 zatrudniony był jako Design Manager w firmie Microsoft, gdzie przyczynił się do powstania kilku gier wydanych przez firmę (miał przede wszystkim wkład w produkcję gier dostępnych wyłącznie na konsolę Xbox). W grze MechCommander 2 wydanej w 2001 roku zagrał rolę Steela, postaci pojawiającej się w scenach przerywnikowych (podłożył także głos pod tę postać na potrzeby komunikacji między bohaterami gry podczas samej rozgrywki). Pojawia się także w napisach końcowych gry Blood Wake stworzonej przez Stormfront Studios w tym samym roku. Ostatni wydany przez Microsoft tytuł, w którym pojawia się jego nazwisko, to Crimson Skies: High Road to Revenge (2003). W 2004 roku przeniósł się do Monolith Productions, gdzie pracował nad grą The Matrix Online (2005).
Pomysł na grę osadzoną w świecie znanym z filmu Matrix nie był dla niego nowy: projekt omawiany był wewnętrznie w Microsofcie a później proponowany był także firmie Shiny. Mimo zaawansowanych rozmów z braćmi Wachowskimi, projekt w żadnej z tych postaci nie doszedł jednak do skutku, a prace nad grą w świecie Matrix rozpoczęły się, dopiero gdy licencja trafiła w ręce Monolith Productions. W związku z zainteresowaniem tematyką, Pondsmith zdecydował się na zmianę pracy w celu dołączenia do pracującego nad grą zespołu określanego mianem live (był to zespół, który już po starcie gry odpowiedzialny był za utrzymanie gry i produkcję treści w celu podtrzymania zainteresowania Matrix Online). W Monolith Pondsmith pracował nad projektami misji pod okiem dyrektora kreatywnego projektu i głównego designera, Toby’ego Ragaini.

## Cyberpunk v3.0
W 2000 roku Mike Pondsmith ogłosił, że pracuje nad trzecim wydaniem gry Cyberpunk. Pracę nad nową edycją rozpoczął już wcześniej, tuż po premierze Dragon Ball Z Adventure Game (1999). Niedługo potem znana początkowo pod nazwą Cyberpunk 203x gra zapowiedziana została na wiosnę 2001. Z początkiem 2001 roku gra została po raz pierwszy opóźniona, a pierwszy przedpremierowy, dwustronicowy fragment gry opublikowany został 20 sierpnia 2001. W związku z przedłużającymi się pracami nad grą, 31 grudnia 2004 Mike Pondsmith wydał kolejną zapowiedź trzeciej edycji systemu. Roboczy szkic podręcznika pokazany został podczas konwentu I-Con w Ronkonkoma. Tam też w dniach 8–10 kwietnia 2005 Pondsmith poprowadził pierwsze publiczne gry oparte na trzeciej edycji. Gra napisana została przez Mike’a Pondsmitha, Mike’a Bluma, Colina Fiska, Dave’a Friedlanda, Willa Mossa, Scotta Ruggelsa i wydana została 13 grudnia 2005 r. zbierając mieszane recenzje.
Ilustracje w grze krytykowane były powszechnie za wykorzystanie zdjęć figurek, których Pondsmith był kolekcjonerem. Gra sprzedała się jednak na tyle dobrze, że wkrótce po premierze zapowiedziano szereg akcesoriów i dodatków do niej: DataPack (początkowo zatytułowany Dossier Pak), FlashPak, Gangbook i Insider AltCult. Cyberpunk v3.0 podobnie do poprzednich wydań wzorowany był na świecie przedstawionym w klasycznych książkach cyberpunkowych napisanych przez Neala Stephensona czy Williama Gibsona, ale w przeciwieństwie do poprzedników włączał też pomysły z opublikowanych po 1990 roku książek, japońskich anime oraz filmów. Zdaniem Pondsmitha Cyberpunk stanowić miał komentarz na temat XXI wieku, wojny, technologii, wpływu korporacji na życie ludzi oraz miejsca państwa w społeczeństwie.

## Mechaniki Interlock oraz Fuzion
Oprócz pracy dla R. Talsorian Games, Pondsmith współpracował przy rozwoju linii Champions będącej własnością Hero Games. Jego praca skupiała się głównie na pomocy redakcyjnej, ale zaowocowała bliższą znajomością mechaniki wykorzystywanej przez wydawnictwo. Pondsmith zdecydował się połączyć nowo poznany systemem z wykorzystywaną podówczas przez R. Talsorian mechaniką, w wyniku czego powstał nowy uniwersalny system znany jako Fuzion. Wykorzystywane był on przez późniejsze produkty firmy, w tym przez trzecią edycja gry Cyberpunk. Zmiany mechaniczne były uzasadniane przez Pondsmitha w przedmowie do trzeciego wydania Cyberpunka jako konieczne dla usprawnienia gry i przyciągnięcia nowych graczy. Tak jak sama gra, nowa mechanika spotkała się z bardzo różnorodną oceną społeczności graczy.

## R. Talsorian Games
R. Talsorian Games jest wydawcą gier fabularnych z siedzibą w stanie Waszyngton. Firma założona została w 1985 roku w Kalifornii przez Mike’a Pondsmitha i dzięki dostępowi Pondsmitha do maszyn DTP była jednym z pierwszych wydawców publikujących profesjonalnie wykonane podręczniki. Obecnie Lisa Pondsmith, żona Mike’a Pondsmitha, piastuje stanowiska dyrektora generalnego firmy, Mike Pondsmith natomiast pozostaje właścicielem i głównym projektantem gier. Pochodzenie nazwy pozostaje niejasne, ale zapytany o nie Pondsmith powiedział, że „R. Talsorian to prawdziwa osoba, która nigdy nie gra w RPG”.

### Maximum Mike
Alter-ego Mike’a Pondsmitha – Maximum Mike – pojawia się w części podręczników do Cyberpunka. W przeciwieństwie do innych charakterystycznych dla świata postaci, takich jak Morgan Blackhand, Johnny Silverhand czy Nomad Santiago, Maximum Mike burzy czwartą ścianę i zwraca się do czytelnika bezpośrednio. Wizerunek Pondsmitha i jego nazwisko zostały wykorzystane w świecie Cyberpunka także w innych okolicznościach: figuruje on jako Omni Kismet, Ph.D., jedna z postaci w kolekcjonerskiej grze karcianej Netrunner (imię bohatera jest anagramem nazwiska Mike’a Pondsmitha).

## Gra komputerowa Cyberpunk 2077
30 maja 2012 potwierdzono współpracę Pondsmitha z polską firmą CD Projekt RED nad grą komputerową osadzoną w świecie czerpiącym z gry Cyberpunk 2020. 18 października 2012 ujawniona została nazwa gry i jednocześnie świat przedstawiony: Cyberpunk 2077. Niewiele później Brian Crecente za sprawą wywiadu z twórcami potwierdził, że Pondsmith pracuje również nad nowym wydaniem papierowej gry fabularnej Cyberpunk. W wywiadzie dla GameSpotu dyrektor wykonawczy CD Projekt RED Marcin Iwiński ujawnił, że Pondsmith zaangażowany jest w rozwój gry skupiając się głównie na mechanice i świecie przedstawionym, a jego wkład choć ciągły, nie ma charakteru codziennego m.in. ze względu na odległość między siedzibą R. Talsorian Games a CD Projekt RED. Zarówno autorzy gry, jak i Pondsmith i reszta projektantów z R. Talsorian Games publikować mają regularnie materiały dotyczące gry i świata na nowo utworzonym blogu cyberpunk.net.

## Życie prywatne
Pondsmith ma żonę Lisę oraz syna Cody’ego. Wszyscy troje pracują w R. Talsorian Games. Mimo iż Mike i Lisa znali się wcześniej, ich związek rozpoczął około 1977 roku, gdy oboje byli jeszcze w college’u. Pobrali się w lutym 1982 roku. Lisa pełni funkcję głównego menedżera R. Talsorian Games i uczestniczyła w tworzeniu niektórych produktów firmy (m.in. wraz z Jeffem Grubbem jest współautorką podręcznika The Memoirs of Auberon of Faerie dla systemu Castle Falkenstein). Cody pojawia się w stopce redakcyjnej dodatku Flashpak do linii Cyberpunk V3.0. Jest on również zaangażowany w promocję produktów i kontakt ze społecznością steampunkowej gry R. Talsorian Castle Falkenstein. Zanim podjął się tworzenia gier, Mike Pondsmith amatorsko trudnił się paleontologią. W wolnym czasie zbiera plastikowe figurki G.I. Joe, których zdjęcia ilustrowały podręcznik Cyberpunk v3.0, lubi rekreację na świeżym powietrzu, książki oraz zdalnie sterowane samochody i samoloty.

### Wystąpienia publiczne
Pondsmith pozostaje aktywny w społeczności graczy RPG i wielokrotnie uczestniczył w konwentach poświęconych grom fabularnym. Jego obecność na wielu edycjach Gen Con sprawiła, że jego wspomnienia i doświadczenia z tego zapoczątkowanego przez Gary’ego Gygaksa konwentu znalazły się w napisanej przez Robina D. Lawsa książce 40 Years of Gen Con, opublikowanej w sierpniu 2007 r. przez Atlas Games. Pondsmith uczestniczył w konwentach I-Con, A-KON, Norwescon, Origins, Dexcon, DunDraCon i innych. Był także honorowym gościem Ropecon 1999, Astronomicon 2001 oraz I-Con 25. Zarówno Mike, jak i jego syn Cody prowadzili sesje gier fabularne podczas wspomnianych konwentów.

### Kariera naukowa
Pomiędzy latami 2010 i 2011 Pondsmith pracował na Wydziale Projektowania i Produkcji Gier (Department of Game Software Design and Production) DigiPen Institute of Technology w Redmond, gdzie prowadził zajęcia z projektowania gier. Dwa prowadzone przez niego kursy to Historia gier (Game History, GAT 110) oraz Mechanika Gier 1 (Game Mechanics I, GAT 210).

## Nagrody i wyróżnienia
Wiele z gier zaprojektowanych przez Mike’a Pondsmitha zostało wyróżnionych nagrodami branżowymi.
- Teenagers from Outer Space otrzymało nieistniejącą już RPGA Gamer’s Choice Award[2].
- Castle Falkenstein otrzymało nagrodę za najlepszą mechanikę w ramach Origins Award w 1994[16][17].
- Castle Falkenstein otrzymało nagrodę za najlepszą grę fabularną w ramach Nigel D. Findley Memorial Award w 1995[17].
- Six Guns and Sorcery dla zapoczątkowanej przez Pondsmitha linii Castle Falkenstein, stworzone przez autorów: Edward Bolme, James Cambias, Eric Floch, Angela Hyatt, Jim Parks, Derek Quintanar, Barrie Rosen, Mark Schumann oraz Chris Williams otrzymało w ramach Origins Awards w 1996 nagrodę za najlepszy dodatek do gry RPG[63].
- Teenagers from Outer Space otrzymało nagrodę publiczności za najlepszą grę RPG spoza klasyfikacji gatunkowej podczas Origins Award w 1987 roku[64].
- Cyberpunk otrzymał nagrodę publiczności za najlepszą grę RPG w kategorii fantastyki naukowej podczas Origins Award w 1989[64].
- Kara-Tur: The Eastern Realms stworzone przez autorów: Jay Batista, Deborah Christian, John Nephew, Mike Pondsmith, Rick Swan otrzymało nagrodę publiczności za najlepszy dodatek RPG podczas Origins Awards w 1989[64].

W 2006 roku Pondsmith został dołączony do galerii sław Origins Awards (Origins Awards Hall of fame) wraz z Jollym R. Blackburnem, Rodgerem MacGowanem, Dennisem Mize (pośmiertnie), Aaronem Allstonem, oraz grą Star Fleet Battles.

## Gry planszowe
W ramach współpracy z TSR w 1990 roku Pondsmith stworzył wraz z innymi projektantami trzy gry planszowe.
- Attack in the Asteroids ze współautorami Paulem Lidbergiem oraz Kim Mohan
- Battle for the Sprawls ze współautorem Paulem Lidbergiem
- Craters of Tharsis ze współautorem Paulem Lidbergiem

Ponadto w 2006 R. Talsorian Games wydało grę planszową Pondsmitha zatytułowaną GoDice!. Także pierwsze wydanie gry Mekton z racji braku elementów fabularnych było grą planszową.

## Twórczość
Mike Pondsmith napisał samemu lub współtworzył z innymi autorami szereg produktów wydanych przez R. Talsorian Games i TSR. Publikował także artykuły na łamach magazynów branżowych.
Dla R. Talsorian Games:
- Mekton (1984) – strategiczna gra pudełkowa bez elementów gry fabularnej[8]
- Mekton: the Game of Japanese Robot Combat (1985) ze współautorem: Mike Jones
- Roadstriker (Mekton) (1986) ze współautorami: Clive Hendrik, Derek Quintanar (ISBN 0-937279-00-5)
- Advanced Combat System (1986) (ISBN 0-937279-02-1)
- Mekton II (1987) (ISBN 0-937279-04-8)
- Teenagers from Outer Space (1987) (ISBN 0-937279-08-0)
- Cyberpunk The Roleplaying Game of the Dark Future (zwany także Cyberpunk 2013) (1988) – wydanie pudełkowe zawiera trzy podręczniki: View from the Edge, Friday Night Firefight oraz Welcome to Night City
- Solo of Fortune (Cyberpunk 2013) (1989) ze współautorami: Colin Fisk, David Friedland, Will Moss, Derek Quintanar, Scott Ruggels (ISBN 0-937279-06-4)
- Rockerboy (Cyberpunk 2013) (1989) ze współautorami: David Ackerman, Colin Fisk, Will Moss, Scott Ruggels, Sam Shirley, Glenn Wildermuth (ISBN 0-937279-10-2)
- Near Orbit (Cyberpunk 2013) (1989) ze współautorami: Dave Ackerman, Glenn Wildermuth (ISBN 0-937279-08-0)
- Teenagers from Outer Space 2nd edition (1989) (ISBN 0-937279-08-0)
- Roadstriker II (Mekton II) (1990) ze współautorami: Clive Hendrik, Derek Quintanar (ISBN 0-937279-14-5)
- Cyberpunk 2020 (1990) ze współautorami: Mike Blum, Colin Fisk, Dave Friedland, Will Moss, Scott Ruggels (ISBN 0-937279-13-7)
- Night City (Cyberpunk) (1991) ze współautorami: Edward Bolme, Colin Fisk, Mike MacDonald, Will Moss, Lisa Pondsmith, Sam Shirley, John Smith, Anders Swensen (ISBN 0-937279-11-0)
- Chromebook (Cyberpunk) (1991) ze współautorami: Colin Fisk, Dave Harmer, Mike Masarati, Derek Quintanar, Mike Rotor, John Smith, Kevin Stein, William Tracy, Karl Wu, Andrew Strassmann, Ben Wright, Jeff Hexter, Glenn Goddard, Marcus Pregent (ISBN 0-937279-17-X)
- Home of the Brave (Cyberpunk) (1992) współpraca nad tekstem z głównymi autorami: Edward Bolme, Michael MacDonald, Craig Sheeley, Ross „Spyke” Winn (ISBN 0-937279-36-6)
- Chromebook 2 (Cyberpunk) (1992) ze współautorami: Ben Wright, Mike Roler, Jeff Hexter, Marcus Pregent, Craig Sheeley, Mike MacDonald, Ross Winn, Colin Tipton, Michael Todd (ISBN 0-937279-29-3)
- Dream Park Role Playing Game (1992) (ISBN 0-937279-27-7)
- Operation: Rimfire (Mekton II) (1993) dodatkowy tekst z głównym autorem: Michael MacDonald (ISBN 0-937279-37-4)
- CyberGeneration (1993) ze współautorami: David Ackerman, Edward Bolme, Karl Wu (ISBN 0-937294-04-7)
- Bastille Day (CyberGeneration) (1993) ze współautorami: David Ackerman, Edward Bolme (ISBN 0-937279-41-2)
- Star Riders (TFOS2) (1993) ze współautorami: Hans Guévin (ISBN 2-921573-10-5)
- MediaFront (Cyberpunk) (1994) wpółpraca nad designem z głównymi autorami: David Ackerman, Edward Bolme, Eric Heisserer, Will Moss, Justin Schmid (ISBN 0-937279-52-8)
- Listen Up, You Primitive Screwheads!!!! (Cyberpunk) (1994) ze współautorami: Eric Heisserer, Craig Neeley, Mike Roter, Ross Winn, Charlie Wong, Benjamin Wright (ISBN 0-937279-45-5)
- Eco Front (CyberGeneration) (1994) współpraca nad designem z głównymi autorami: David Ackerman, Edward Bolme (ISBN 0-937279-50-1)
- Castle Falkenstein (1994) (ISBN 0-937279-44-7)
- Neo Tribes (Cyberpunk) (1995) wsparcie dla głównych autorów: Eric Oppen, Ross Winn (ISBN 0-937279-72-2)
- CyberGeneration Evolve or Die Revolution 2 (1995) ze współautorami: David Ackerman, Edward Bolme, Karl Wu (ISBN 0-937279-74-9)
- Mekton Z (1995) ze współautorem: Mike MacDonald (ISBN 0-937279-54-4)
- Mekton Z Plus (1995) współpraca z głównymi autorami: Michael MacDonald, Benjamin Wright (ISBN 0-937279-60-9)
- Lost Notebooks of Leonardo da Vinci, The (Castle Falkenstein) (1995) ze współautorami: Edward Bolme, Mark Schumann (ISBN 0-937279-68-4)
- Comme Il Faut (Castle Falkenstein) (1995) ze współautorami: Hilary Ayers, Gilbert Milner, Barrie Rosen, Ross „Spyke” Winn (ISBN 0-937279-55-2)
- Book of Sigils, The (Castle Falkenstein) (1995) ze współautorami: Edward Bolme, Michael MacDonald, Mark Schumann (ISBN 0-937279-61-7)
- Steam Age (Castle Falkenstein) (1995) ze współautorami: David Ackerman, Paul A. Lidberg, Derek Quintanar, Barrie Rosen, Mark Schumann, Chris Williams (ISBN 0-937279-56-0)
- Starblade Battalion Mekton (1996) ze współautorami: Michael MacDonald, Mark Schumann, Benjamin Wright (ISBN 0-937279-78-1)
- Mekton Empire (1996) współpraca nad materiałami źródłowymi i wsparcie graficzne dla głównego autora: Guy W. McLimore Jr. (ISBN 0-9737271-5-2)
- Mecha Manual 2: Invastion Terra Files (Mekton) (1996) redaktor przy głównych autorach: Craig Sheely, Benjamin Wright (ISBN 0-937279-69-2)
- Rache Bartmoss’ Brainware Blowout (1996) ze współautorami: David Ackerman-Gray, Edward Bolme, Craig Sheeley, Chris Williams, Benjamin Wright (ISBN 0-937279-84-6)
- Teenagers from Outer Space 3rd edition (1997) (ISBN 0-932799-94-9)
- Memoirs of Auberon of Faerie, The (Castle Falkenstein) (1997) współpraca nad designem i układem z autorami: Lisa Pondsmith and Jeff Grubb (ISBN 0-937279-64-1)
- Champions, New Millennium: Alliances (1997) (ISBN 0-937279-88-9)
- Bubblegum Crisis: Before and After (1997) współpraca nad tekstem (ISBN 0-937279-92-7)
- The DragonBall Z Adventure Game (1999) ze współautorem: Paul Sudlow (ISBN 1-891933-00-0)
- Mekton Zeta (2000) ze współautorem: Mike MacDonald (ISBN 0-937279-95-1)
  - Reprint wersji z 1995 w ramach linii ANimechaniX; nowa okładka oraz zmiany w układzie[73]
- Dragonball Z Book 2: The Frieza Saga (2001) (ISBN 1-891933-04-3)
- Cyberpunk v3.0 (2005) ze współautorami: Lisa Pondsmith and Will Moss (ISBN 1-891933-03-5)
- Cyberpunk Flashpak (2006) (ISBN 1-891933-19-9)
- Beyond the Edge: Inside the Edgerunner Altcult (2008) ze współautorem: Ken MacKriell (ISBN 978-1-891933-22-6)

Dla TSR:
- Kara-Tur: The Eastern Realms (Oriental Adventures) (1988) ze współautorami: Jay Batista, Deborah Christian, John Nephew, Rick Swan (ISBN 0-88038-608-8)
- Hall of Heroes (Forgotten Realms) (1989) ze współautorami: Jeff Grubb, James Lowder, David Edward Martin, Bruce Nesmith, Kate Novak, Steve Perrin, R.A. Salvatore (ISBN 0-88038-711-4)
- Buck Rogers XXVc: The 25th Century Science Fiction Role Playing Game (1990)
  - Wydanie pudełkowe materiały: Characters & Combat, The World Book, The Technology Book, mapy, karty, żetony

### Polskie wydania
W Polsce produkty R. Talsorian Games wydawane są przez warszawskie Copernicus Corporation, które do tej pory przetłumaczyło na język polski i opublikowało 10 podręczników z linii oferowanych przez R. Talsorian Games. Pondsmith jest współautorem sześciu spośród nich:
- Podręcznik Główny Cyberpunk 2020 (ISBN 978-83-86758-00-5)
  - Podręcznik dodatkowy Night City
  - Podręcznik dodatkowy Chrome Book (ISBN 83-86758-01-5)
  - Podręcznik dodatkowy Słuchajcie głąby! będące przekładem Listen Up, You Primitive Screwheads!!!!
  - Podręcznik dodatkowy Neo klany będące przekładem Neo Tribes
- Podręcznik główny Zamek Falkenstein (ISBN 978-83-61656-32-6)